# Скандинавска одбрана
Овај чланак користи алгебарску шаховску нотацију како би се описали шаховски потези.
Скандинавска одбрана (или централна контрана одбрана, или централна контра игра ) је шаховско отварање карактеришу потези:
1. е4 д5

## Историја

### Порекло
Скандинавска одбрана једна је од најстаријих забележених отварања, која је први пут забележена као игра између Францесц де Цастеллви и Нарцис Виниолес-а у Валенсији 1475. године, што је прва снимљена игра модерног шаха, а споменула ју је Луцена 1497. године.

### 19. и почетак 20. века
Анализа скандинавских мајстора крајем 19. века показала је да се то може играти за црног; Лудвиг Цоллијн одиграо је отварање са успехом. Иако скандинавска одбрана никада није уживала широку популарност међу врхунским играчима, Јозеф Хенри Блекбурн и Јацкуес Миесес су га често играли и увелико је развио своју теорију крајем 19. и почетком 20. века. Био је то повремени избор у ово доба за врхунске играче, укључујући Сиегберта Тараша, Рудолфа Спилмана и Савиелија Тартаковера .  Александар Аљехин га је користио за реванш против светског шампиона Емануела Ласкера у Петрограду 1914, а будући светски шампион Хосе Раул Капабланка победио два пута са њим у Њујорку 1915.  

### Савремено доба
Редовни корисник од 1950-их па надаље био је југословенски ИМ Никола Караклајић, али дуготрајан период неподршке врхунских играча завршио је 1960-их, када су га повремено играли бивши финалиста светског првенства Давид Бронштајн и женска свјетска шампионка Нона Гаприндасхвили . Дански велемајстор Бент Ларсен, четвороструки кандидат за светско првенство, играо је то повремено од 1960-их година; побиједио је свјетског првака Анатолија Карпова са њим у Монтреалу 1979, што је подстакло пораст популарности. Популарно име је такође почело да прелази са „Центра контра одбране“ у „Скандинавска одбрана“. Дански велемајстор Курт Хансен такође се сматра стручњаком на отварању.  Аустралијски велемајстор Ијан Рогерс прихватио га је често почевши од 1980-их. Скандинавска одбрана је 1995. године први пут наступила на свјетском првенству у шаху, у 14. игри финала ПЦА у Њујорку. Висванатхан Ананд као црни добио је одличну позицију користећи увод против Гарија Каспарова, иако је Каспаров побиједио у игри. 
Током шестог кола шаховске олимпијаде 2014. у Тромсу, Магнус Карлсен је изабрао Скандинавску против Фабијана Каруане и побиједио; Карлсен је отварање поново искористио за реванш са Каруаном на шаховској олимпијади 2016. у Бакуу . 
Отварање је класификовано под шифром Б01 у Енциклопедији шаховских отварања ( ECO ).

## Главна линија: 2.ехд5
Бијели обично наставља 2.ехд5 када црни има два главна наставка: 2. . . Дхд5 и 2. . . Сф6 ( Маршалов гамбит ). Риједак потез 2 ... ц6 је барем једном приликом успјешно одиграо Јозеф Блекбурн, али сматра се да није звучан (након 3.дхц6) и скоро се никада не виђа у игри мастер мастер нивоа. 

### 2 . . Дхд5

#### 3. Сц3
Послије 2. . . Дхд5, најчешће се игра потез 3. Сц3 јер напада краљицу са порастом темпа . Против 3. Сц3, црни има неколико избора.

##### 3...Дa5
Ово се сматра „класичном“ линијом и тренутно је најпопуларнија опција. Бијели може да бира између више опција. Обична линија је 4.д4 ц6 (или 4 ... е5) 5. Сф3 Сф6 6. Лц4 Лф5 (6. . . Лг4 је другачија опција. Иако је црни то показао. . . Лф5 може бити одличан потез, размјена ловца за скакача 6. . . Лг4 7.х3 Лхф3 уклања скакача, који ако није уклоњен, наћи ће свој пут до е5 са одличним изгледима.) 7. Лд2 е6. Бијели има неколико опција, попут агресивних 8. Де2 или тихих 8.0-0. Црна пјешачка структура (пјешаци на е6 и ц6) подсјећа на одбрамбену структуру Каро-Кана, па су многи играчи Каро-Кана који желе да прошире свој репертоар прихватили овај скандинавски облик. То је заправо „побољшана“ позиција Каро-Кана, јер се ловац са светлим пољима развио изван пјешачке структуре.
Још једна опција након 3. . . Да5 је циљати б7-пјешака фијанкетирањем ловца на х1-а8 дијагонали, уместо да га ставља у а2-г8 дијагоналу за 4.г3 Сф6 5.. Лг2 ц6 6. Сф3, а затим 0-0, Рб1, а затим експлоатација б7 пјешака од б4-б5. Линију са 4.г3 испробали су Ананд,  Бадур Јобава,  Гиула Сак,  и Франциско Валејо Понс  између осталих.
Спекулативни приступ против 3. . . Да5 је 4.б4?!, Који је Нигел Дејвис описао као "древну гамбит линију".  Грандмастери који су се упустили у ову линију као бијели укључују Ласкера,   Капабланку,  и Паула Кереса .  Ако црни игра коректно, бијели не би требало да има довољну надокнаду за жртвованог пјешака, али то може бити тешко доказати преко плоче. Дејвис предлаже одлагање гамбита са 4. Сф3 Сф6 5.б4 Дхб4 6.а4!?, Са идејом Бц1-а3, као могућим начином рехабилитације ове линије. 

##### 3. . . Дд8
Повлачење са 3. . . Дд8 је приказан у Кастелви-Виниолес-у и можда је најстарији од свих скандинавских линија. Прије 20. века, често се сматрао главном линијом, а Ховард Стаунтон је у свом Приручнику шаховских играча  окарактерисан као "најбољи", али га је постепено замијенила 3. . . Да5. 1960-их, 3. . . Дд8 је доживио некакво оживљавање након што је овај потез одиграо у игри Бронштајн против ГМ-а Андрије Фудерера 1959. године, иако је Бронштајн на крају изгубио игру.  Бронсштајнова игра имала је старију линију 4.д4 Сф6, док су други велемајстори, укључујући Карла Робатца, истраживали системе фијанкетирања са 4.д4 г6 и новијим. . . Сг8 – х6.
Репутација линије пала је након низа пораза, укључујући две познате минијатуре које је Боби Фишер освојио против Робаш-а на Шаховској олимпијади 1962. (касније објављене у Мојих 60 незаборавних играма ) и Вилијам Адисон 1970. године. Варијација са 4 ... г6 "била је под облаком још од [Фишерове] рушилачке побједе",  али 3. . . варијанта Дд8 у целини остаје играти, мада се сада сматра помало пасивном. Посебно га играју међународни мајстори Џон Бартоломев и Данијел Ловингер, те великани Давид Гарсија и Никола Ђукић.

##### 3. . . Дд6
Потез 3. . . Дд6 нуди још један начин играња против 3. Нц3, а све је популарнија и последњих година. На први поглед тај потез може изгледати сумњиво, излажући краљицу каснијим Сб5 или Бф4, и дуги низ година је због тога слабо сматрано. Бројне игре велемајстора су од тада показале 3. . . Дд6 је, међутим, прилично игран, а играо се више пута у шаху високог нивоа од средине 1990-их. Бијели играчи против ове линије пронашли су ефикасан потез са д4, Сф3, г3, Лг2, 0-0 и будућим Се5-ом са јаком, активном позицијом. Варијација је темељно обрађена у књизи Мајкла Мелтса из 2002. године.

##### Остали трећи потези за Црног
3. . . Де5 + ?! ( варијанта Пацера ) се сматра лошом за црног; на примјер након 4. Ле2 ц6 5. Цф3 Дц7 6.д4 бијели има предност у развоју.
Исто тако ретка 3. . . Де6 + ?! сматра се инфериорним. Једна од идеја је да након природне интерпозиције 4. Ле2, црни игра 4. . . Дг6 нападајући г-2 пјешака. Међутим, бијели ће обично жртвовати пјешака са 5. Сф3 Дхг2 6. Тг1 Дх3 7.д4 са огромним вођством у развоју. Давид Летерман је играо ову линију као црни у телевизијској игри против Гарија Каспарова,  и био је матиран у 23 потеза.

#### 3.д4
Алтернатива 3. Сц3 укључује 3.д4, може се пренети у варијанту Нимзовићеве одбране после 3. . . Сц6 (1.е4 Сц6 2.д4 д5 3.ехд5 Дхд5) или црни такође може да игра 3 ... е5. После 3. . . Сц6 4. Сф3 Лг4 5. Ле2 0-0-0 црни има бољи развој да надокнади центар бијелога након будућег ц4. Црни такође може да одговори на 3.д4 са 3 ... е5. После уобичајеног 4.дхе5, Црни најчешће игра жртву пјешака 4. . . Дхд1+ 5. Дхд1 Сц6. Након што бијели одбрани пјешака, црни наставља. . . Лг4 + и ... 0-0-0, нпр. 6. Лб5 Лг4 + 7.ф3 0-0-0 + и Црни има довољно компензације за пјешака, јер је он боље развијен, а краљ бијелога остао је у центру. Мање популарна је 4. . .Дхе5, с обзиром да се дама два пута померила у отварању и налази се у средини табле, где бијели може да је нападне с временом (Сф3). Међутим, великани попут Тивиакова показали су да није тако лако искористити централизовану краљицу.

#### 3. Сф3
Још један чест одговор након 2. . . Дхд5 је некомкомиталан 3. Сф3. После 3. . . Лг4 4. Ле2 Сц6, бијели може пребацити на главну линију са 5.д4, али има и друге опције, као што су 5.0-0.

### 2 . . Сф6
Друга главна грана скандинавске одбране је 2. . . Сф6. Идеја је да се одложи хватање д5 пешака за још један потез, избегавајући губитак времена које црни претрпи. . . Дх5 линије након 3. Сц3. Сада бијели има неколико могућности:
Модерна варијанта је 3.д4. Велемајстор Џонн Емс ово назива главном линијом ове две варијанте 2. Нф6, рекавши да је "3.д4 уобичајени избор за бијелог ... и лако је разумети зашто је тако популаран."  Идеја која стоји иза модерне варијанте је да се врати пјешак да би се постигао брзи развој. 3. . . Схд5 је најочитији одговор, иако 3. . . Дхд5 се понекад виђа. Црни осваја пјешака, али бијели може добити одређено време нападајући скакача. Бели обично реагује 4.ц4, када се скакача мора померити. Најчешћи одговори су:
- 4. . . Сб6, који су Рон Харман и ИМ Схаун Таулбут именовали најактивнијом опцијом. [23]
- 4. . . Сф6, који Емс назива "помало необичним, али свакако могућим". [24] ГМ Савиелли Тартаковер, заљубљеник у необична отварања, разговарајући о опцијама црног, изјавио је да је "најгласније 4. . . Сф6. " [25] То се понекад назива и Варијанта Маршалове Предаје .
- 4. . . Сб4!?, Лукава Кил варијанта, коју су Харман и Таулбут описали као "шпекулативни покушај". [26] Црни се нада 5. Да4 + С8ц6 6.д5? б5! уз добру игру; међутим, бијели добија велику предност после 5.а3 С4ц6 6.д5 Се5 7. Сф3 (или 7.ф4 Сг6 8. Лд3 е5 9. Де2) или 5. Да4 + С8ц6 6.а3 !, тако да се Кил варијанта ретко виђа у пракси. [27]

Бијели такође може да игра 4. Сф3 Лг4 5.ц4. Сада 5. . . Сб6 6.ц5 !? је оштра линија; црни треба да одговори 6. . . С6д7!, А не 6. . . Сд5? 7. Дб3, када је црни предао након 7 ... б6? 8 Се5! у Тиман -Бакали, Ница олимпијади 1974, и 7. . . Лхф3 8. Дхб7! Се3 9. Дхф3 Сц2 + 10. Сд1 Сха1 11. Дха8 такође побјеђује за бијелог.  
Бијели такође може наставити са развојем, одлажући ц2-ц4 или га потпуно изостављајући.
Важна и недавно популарна алтернатива 3. . . Схд5 је 3. . . Лг4!?, Оштре португалска варијнта или Јадоулова варијанта. У овој линији, црни даје д-пјешака да би постигао брзи развој и активност; игра која је резултирала често је слична исландском гамбиту. Нормални наставак је 4.ф3 Лф5 5. Лб5 + Сбд7 6.ц4. Повремено се види 3 ... г6, Рихтерова варијанта, коју је пригодно играо ИМ Курт Рихтер 1930-их. 
Други уобичајени одговор је 3.ц4, са којим бијели покушава задржати додатног пјешака, по цени неактивности бјелопољног ловца. Сада црни може играти 3 ... ц6, скандинавски гамбит,  који је најчешћи потез. Ред 4.дхц6? Схц6, који је Емс описао као "гадно хватање пјешака",  даје црном превише централне контроле и развоја. Штавише, након 4.дхц6 црни може играти 4 ... е5, Рос гамбит,  који после 5.цхб7 Лхб7 подсећа на обрнути дански Гамбит . Најчешће после 3 ... ц6 је 4.д4 цхд5, преносећи се на напад Панов – Ботвинник одбране Каро-Кана . 3 ... е6 !? је оштар исландски гамбит или Палме гамбит, који су измислили исландски мајстори који су тражили алтернативу уобичајеном 3 ... ц6. Црни жртвује пјешака да би постигао брзи развој. Сматра се да је најкритичнија линија у овој варијанти 4.дхе6 Лхе6 5. Нф3. 
Трећа главна алтернатива је 3. Лб5 +. Најпопуларнији одговор је 3. . . Лд7, мада рјеђе 3. . . Лб7, у посљедње вријеме Сбд7 добија све већу пажњу. После 3. Лб5 + Лд7, бијели има неколико опција. Најочитија је 4. Лхд7 +, након чега бијели може да игра да би задржао додатног пјешака са 4. . . Дхд7 5.ц4. Историјска главна линија је 4. Лц4, што може довести до врло оштре игре после 4. . . Лг4 5.ф3 Лф5 6. Сц3, или 4 ... б5 5. Лб3 а5. Коначно, 4. Ле2 је у задње вријеме све популарнији, покушавајући да искористи несталог ловца на д7 након 4. . . Схд5.
Бијелов 3. Сф3 је флексибилан потез који се, зависно од црновог одговора, може пренети у редове са. . . Схд5 или. . . Дхд5.
Бијелов 3. Сц3 транспонује у линију Аљехинове одбране, обично виђену након 1.е4 Сф6 2. Сц3 д5 3.ехд5, и углавном се сматра једнаким.  После 3. . . Схд5 4. Лц4, најчешћи одговор је 4. . . Сб6, иако 4. . . Схц3, 4 ... ц6 и 4 ... е6 такође су одрживи наставак.

## Алтернативе према 2.ехд5
Има неколико начина да бијели избегне главне линије скандинавске одбране. Једна од опција је одлагање или избегавање размене е-пјешака за д-пјешака. То најчешће раде 2. Сц3, који пребацује у Дунст отварање после 2 ... д4 или 2 ... дке4.
Уместо 2.е5 ?! црни може да игра 2 ... ц5, развије даминог ловца и игра ... е7-е6, достижући повољну поставку француске одбране, јер овдје за разлику од стандардног француског црног бјелопољног ловца није укључено ц8. Ова линија се такође може упоредити са варијантом Каро – Кан 1.е4 ц6 2.д4 д5 3.е5 ц5!?; с обзиром да је у овој скандинавској линији црни играо ... ц5 у једном, а не у два потеза, има повољан положај.  Међутим, та линија често води од отворених позиција ка блокираним средишњим позицијама, што вјероватно није црнова првобитна намјера.
Бели такође гамбитује е-пјешака, најчешће помоћу 2.д4, преносећи се у Блакмар-Димер Гамбит . Остали гамбити као што су 2. Сф3 ?! ( Тенисон Гамбит ) се ретко виђа.
Генерално, не верује се да ниједан од ових споредних линија не нуди бијелом више него једнакост, а велика већина мајстора се одлучи за 2.ехд5 када се суочи са Скандинавцем.  
Скандинавци су, према томе, највише "форсирали" одбрану на 1.е4, ограничавајући бијелог на релативно мали број опција. Ово је помогло да скандинавска одбрана постане прилично популарна међу играчима на клупском нивоу, мада је то још увек релативно ретко на велемајстору .